# Mierzeń
Mierzeń est une localité polonaise de la gmina de Raciechowice, située dans le powiat de Myślenice en voïvodie de Petite-Pologne.